# センター南駅

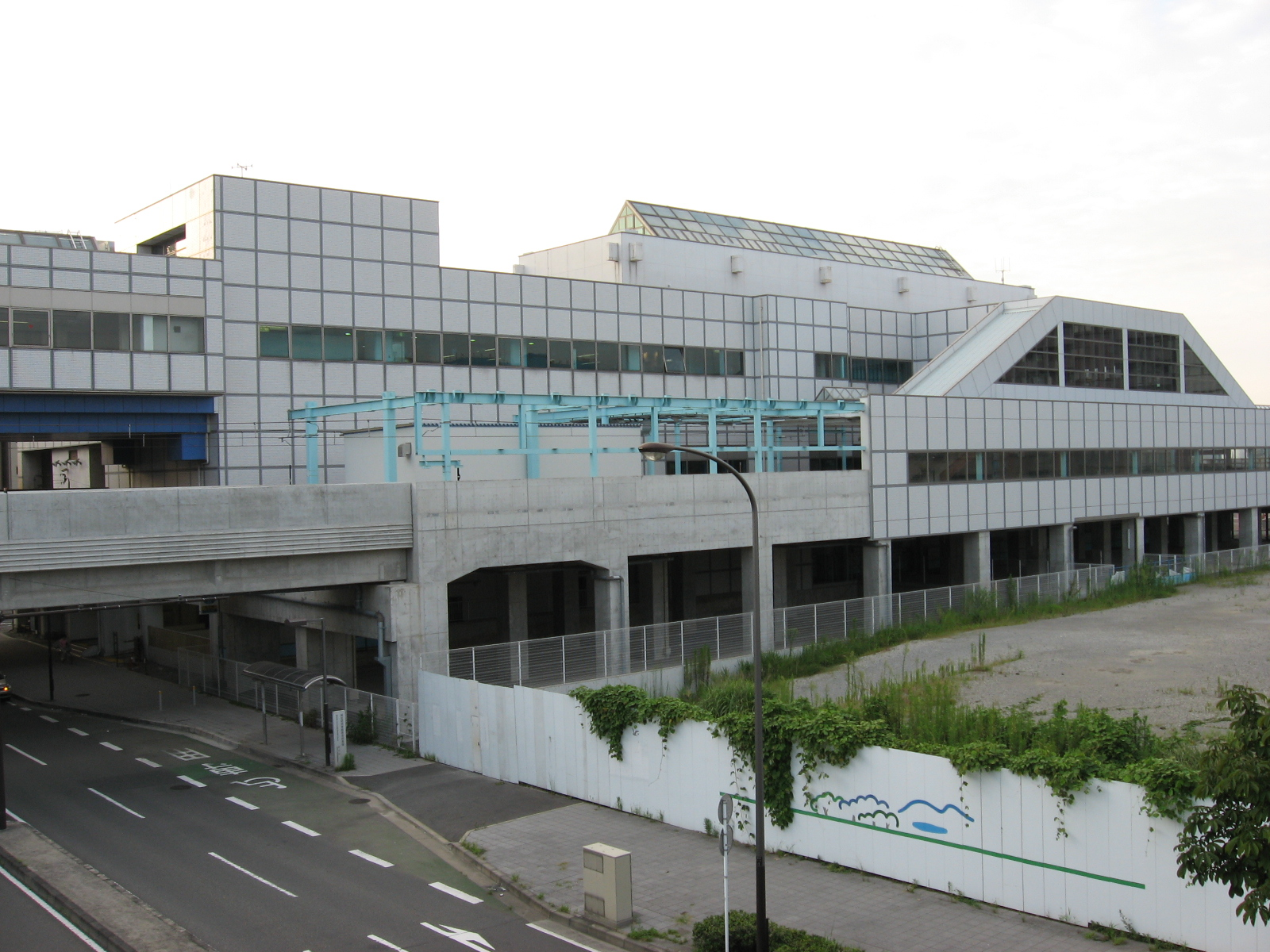
東側より駅舎を望む。手前が当時建設中のグリーンライン、奥がブルーライン。（2006年8月）

センター南駅（センターみなみえき）は、神奈川県横浜市都筑区茅ケ崎中央にある、横浜市交通局（横浜市営地下鉄）の駅である。ブルーラインとグリーンラインの2路線が乗り入れる。駅番号はブルーラインがB29、グリーンラインがG04。
当駅周辺地区（港北NTセンター）は、横浜市における主要な生活拠点（旧:副都心）に指定されている。
グリーンラインに設定されているステーションカラーは、ショッピングモール等、都市機能が集積する副都心であることから、都会的なイメージでみずいろ（空色）   。

## 概要
港北ニュータウン第2地区のほぼ中央に位置し、シンボル広場・駅前広場を結びつける回遊性のある街づくりの核施設として位置づけられている。当駅は高低差14mの2つの地区を機能的に結ぶ歩行者専用通路を取り込み、都市計画道路の両側に配置された2棟の建物と、これらを結ぶ道路上の空間で構成されている。改札口はアッパータウンと同じ高さの3階に設置され、グリーンラインとは改札内で乗り換えが可能な構造になっている。また2階にプラットフォームが、1階に自由通路が設置されている。将来の増築を想定し、6階建てにできるように設計されている。 
駅のデザインは、改札内コンコースの天井に採光と換気を兼ねた三角形のトップライトを設け、センター北駅の円形のトップライトと対比させるとともに、コンコース・プラットフォームの外壁に連続したガラス窓を多用して、自然の光を取り入れた明るい駅舎として作られた。

## 歴史
- 1993年（平成5年）3月18日 - 横浜市営地下鉄3号線新横浜〜あざみ野間開通に伴い、開業[2]。
- 2007年（平成19年）4月14日 - ホームドア使用開始。
- 2008年（平成20年）
  - 3月15日 - グリーンライン（4号線）開業に先立ち、3号線の番線表示を変更。
  - 3月30日 - グリーンラインの駅が開業。3号線のブルーラインの呼称開始。
- 2012年（平成24年）5月1日 - docomo Wi-Fiによる、公衆無線LANサービス開始。
- 2015年（平成27年）7月18日 - ブルーラインのダイヤ改正により運転を開始した快速の停車駅に設定される（新羽駅からあざみ野方面は各駅に停車）。

### 駅名の由来
港北ニュータウンのタウンセンター地区（「中央地区」とは異なる）の第2地区側（南側）に立地することに由来する。

## 駅構造
高架駅であるが、傾斜地にあるため、ホームは2階に、一部の出入口と改札口は3階にある。それぞれの路線で島式1面2線のホームを持つ。

### のりば
| 番線 | 路線           | 行先         |
| ---- | -------------- | ------------ |
| 1    | グリーンライン | 中山方面     |
| 2    | グリーンライン | 日吉方面     |
| 3    | ブルーライン   | 湘南台方面   |
| 4    | ブルーライン   | あざみ野方面 |

- 上表の路線名は旅客案内上の名称（愛称）で記載している。
- 当駅 - センター北駅間はブルーラインとグリーンラインが並走する区間であるが、線路別複々線のため、両路線のホームは独立している。  このため、当駅と同様、センター北駅でブルーラインとグリーンラインを相互に乗り換える場合も階段やエスカレーターを上り下りしてホームを移動する必要がある。

### 駅改札内設備
- 待合室は2015年に駅のホームに設置。
- トイレは3階にある。
- エレベーターとエスカレーターは2階 - 3階間を連絡する。

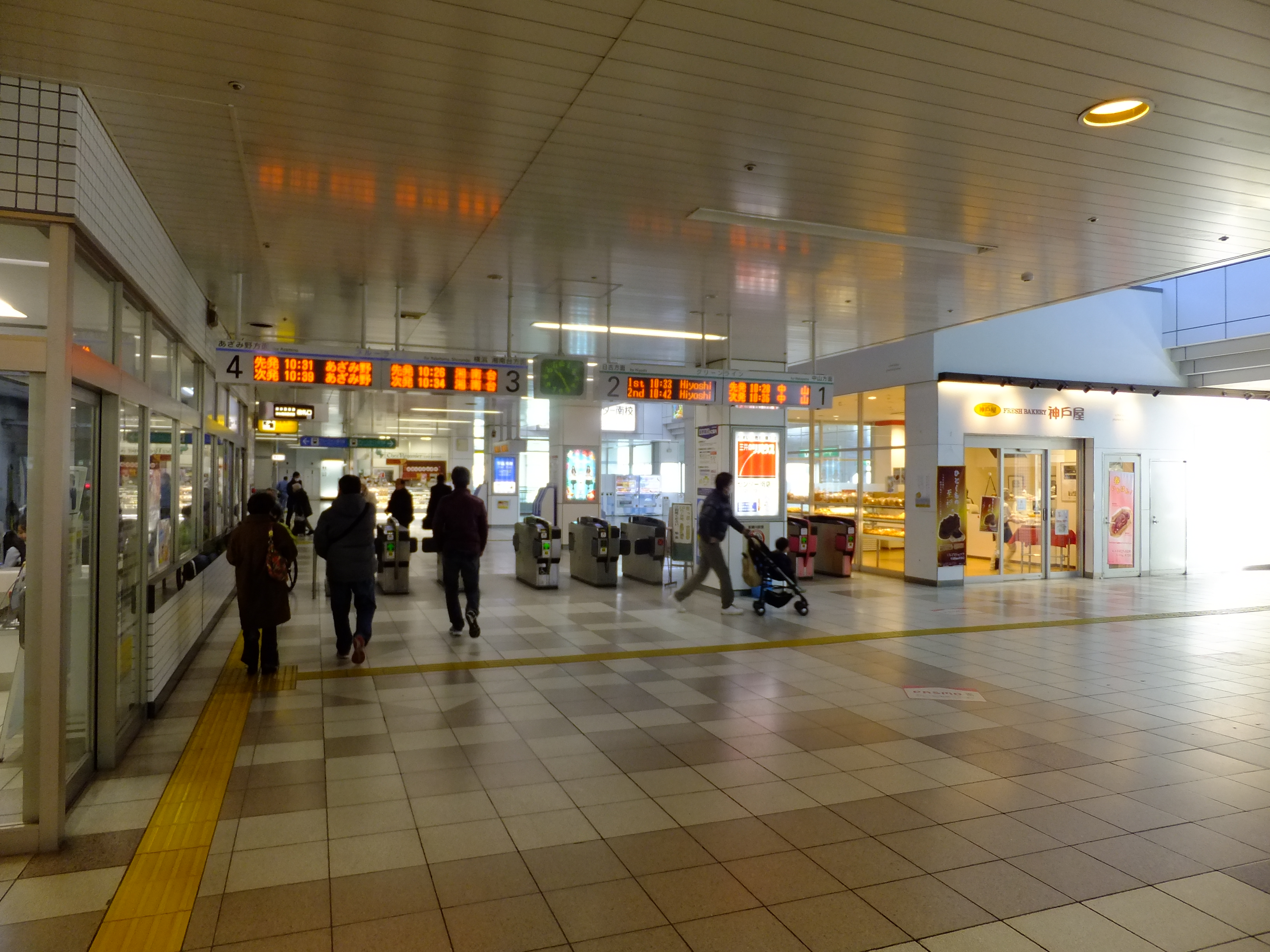
改札口付近（2015年2月）
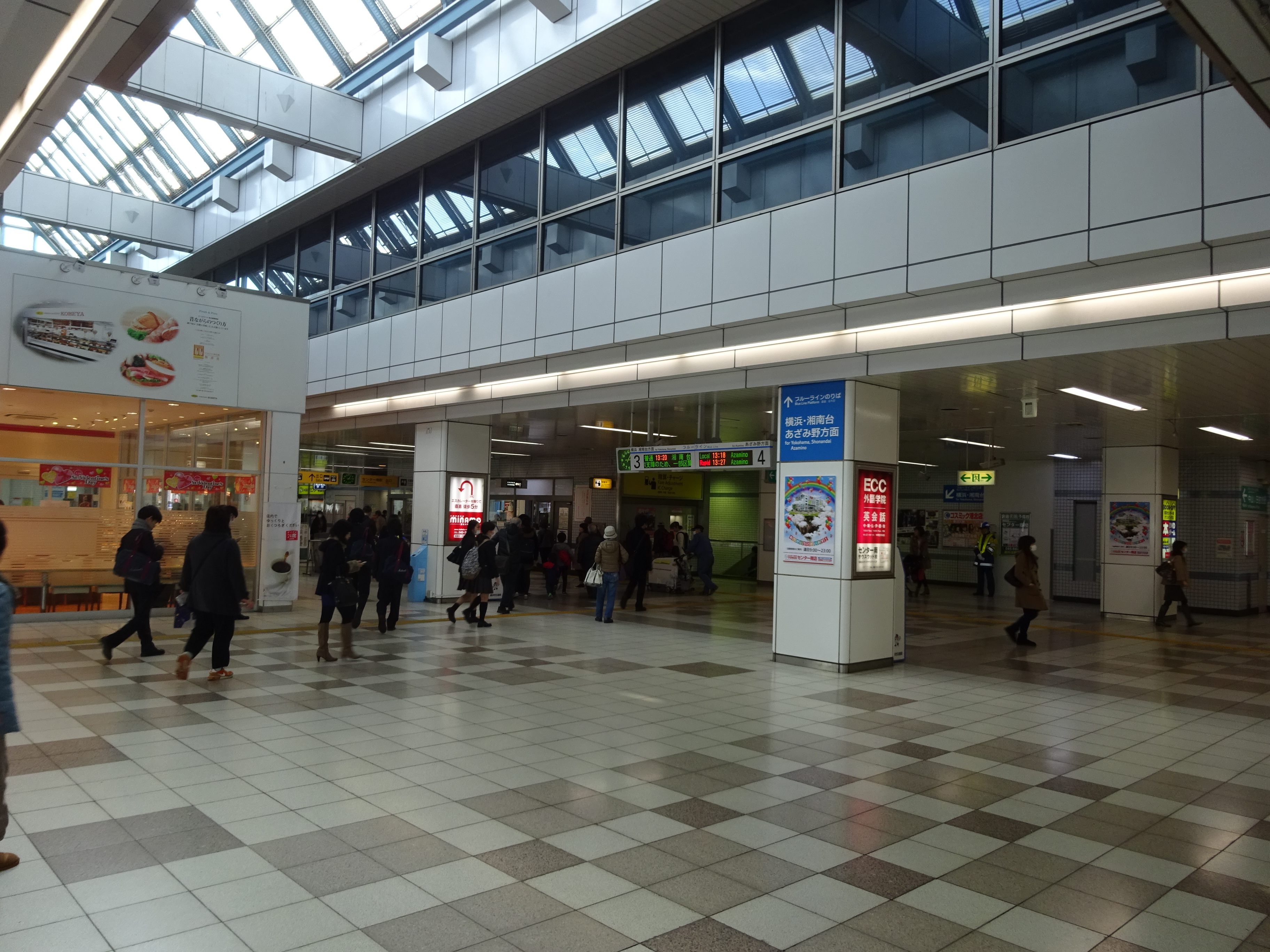
改札内の様子（2016年2月）
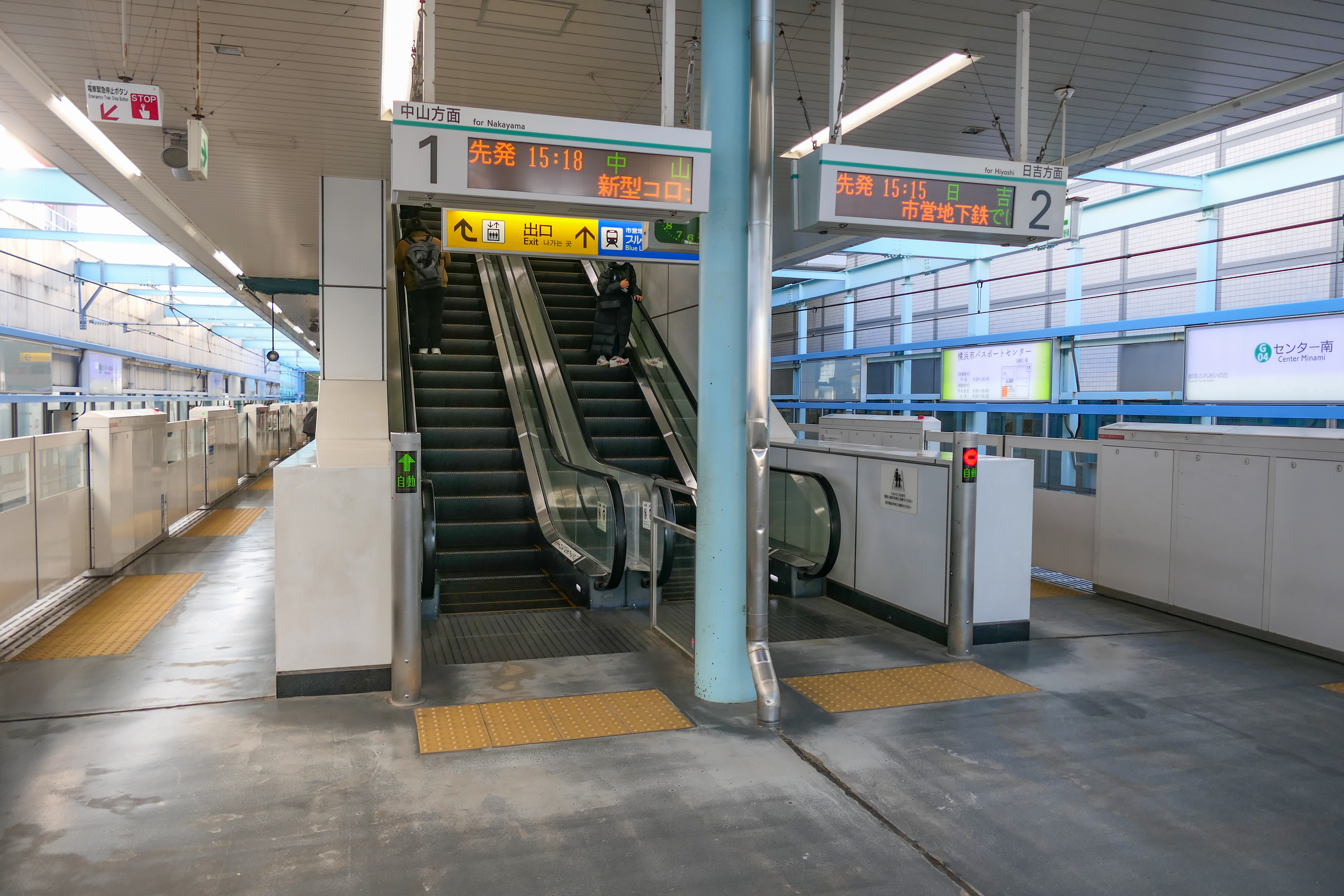
ホーム（グリーンライン、2021年12月）
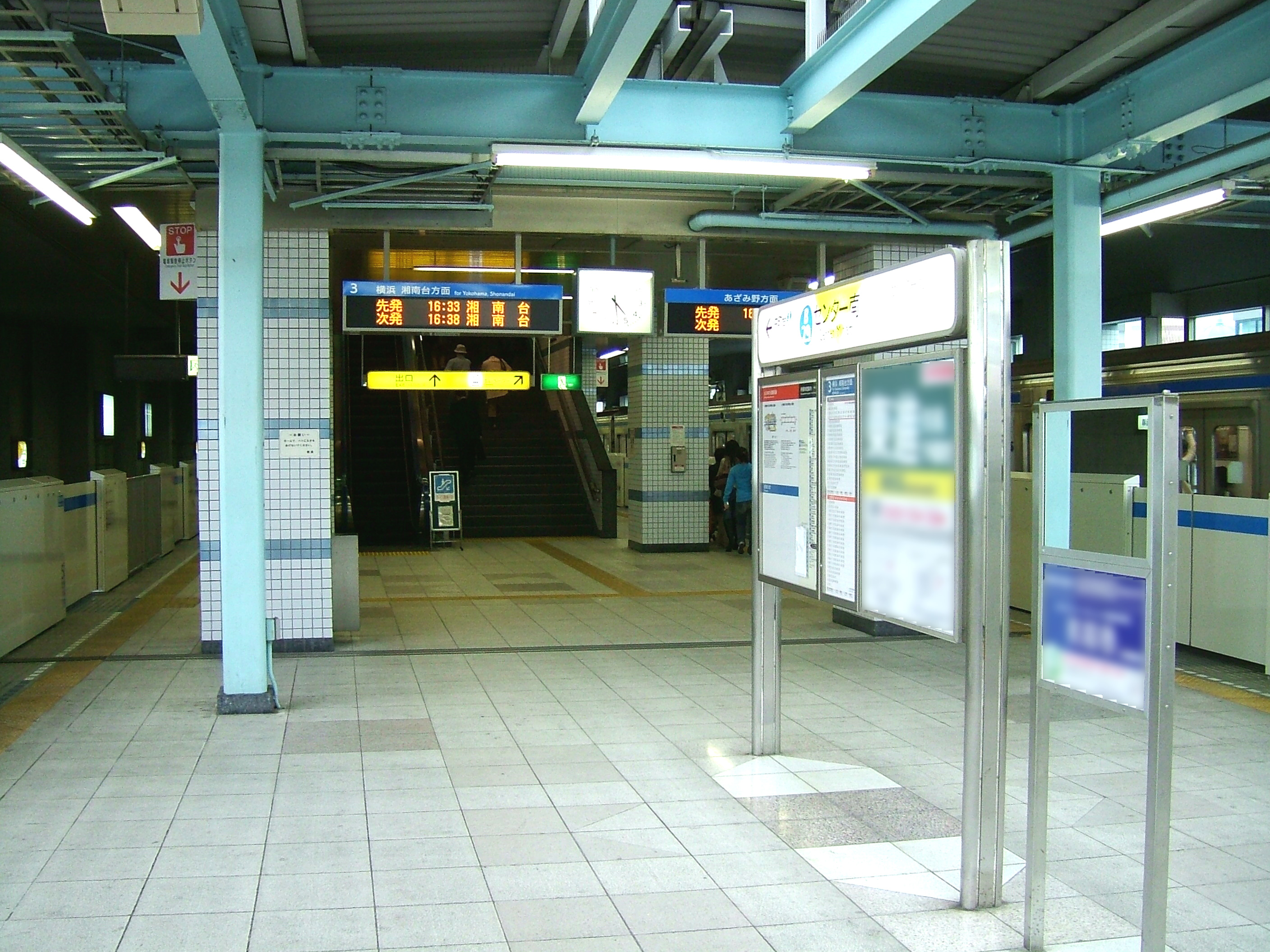
ホーム（ブルーライン、2008年3月）
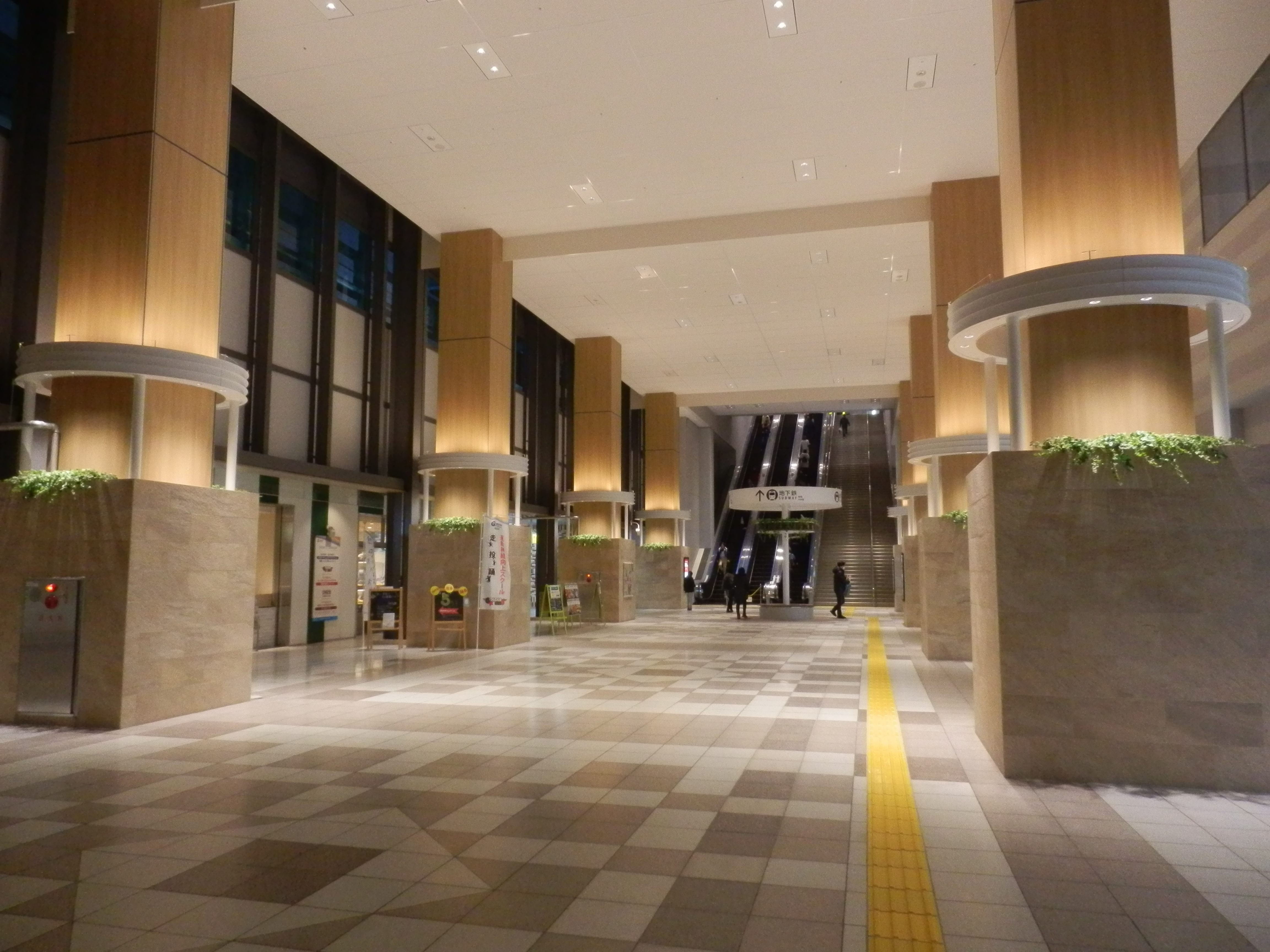
1階自由通路（2019年12月）

## 利用状況
各線の2023年度の1日平均乗降人員は以下の通りである。
- ブルーライン：46,426人（乗車人員：23,579人、降車人員：22,847人）
グリーンラインが開業すると、ブルーラインを利用してあざみ野経由で東京都内へ向かっていた乗客の一部がグリーンラインに移乗してきたため、2008年度の乗車人員は大きく減少したが、翌2009年度からは再び増加傾向にある。
- グリーンライン：32,425人（乗車人員：16,220人、降車人員：16,205人）

### 年度別1日平均乗降人員
近年の1日平均乗降人員推移は下記の通り。
| 年度               | ブルーライン     | ブルーライン | グリーンライン   | グリーンライン | 合計             | 合計   |
| 年度               | 1日平均 乗降人員 | 増加率       | 1日平均 乗降人員 | 増加率         | 1日平均 乗降人員 | 増加率 |
| ------------------ | ---------------- | ------------ | ---------------- | -------------- | ---------------- | ------ |
| 1999年（平成11年） | 22,792           |              | 未開業           | 未開業         | 22,792           |        |
| 2000年（平成12年） | 25,397           | 11.4%        | 未開業           | 未開業         | 25,397           | 11.4%  |
| 2001年（平成13年） | 28,432           | 12.0%        | 未開業           | 未開業         | 28,432           | 12.0%  |
| 2002年（平成14年） | 31,203           | 9.7%         | 未開業           | 未開業         | 31,203           | 9.7%   |
| 2003年（平成15年） | 33,416           | 7.1%         | 未開業           | 未開業         | 33,416           | 7.1%   |
| 2004年（平成16年） | 35,320           | 5.7%         | 未開業           | 未開業         | 35,320           | 5.7%   |
| 2005年（平成17年） | 36,466           | 3.2%         | 未開業           | 未開業         | 36,466           | 3.2%   |
| 2006年（平成18年） | 38,166           | 4.7%         | 未開業           | 未開業         | 38,166           | 4.7%   |
| 2007年（平成19年） | 40,215           | 5.4%         | 37,151           | [ 備考 1 ]     | [ 要出典 ]       |        |
| 2008年（平成20年） | 33,790           | −16.0%       | 12,053           |                | 45,843           |        |
| 2009年（平成21年） | 43,448           | 28.6%        | 22,757           | 88.8%          | 66,205           | 44.4%  |
| 2010年（平成22年） | 44,287           | 1.9%         | 25,256           | 11.0%          | 69,543           | 5.0%   |
| 2011年（平成23年） | 44,564           | 0.6%         | 26,626           | 5.4%           | 71,190           | 2.4%   |
| 2012年（平成24年） | 45,855           | 2.9%         | 28,325           | 6.4%           | 74,180           | 4.2%   |
| 2013年（平成25年） | 46,748           | 1.9%         | 30,244           | 6.8%           | 76,992           | 3.8%   |
| 2014年（平成26年） | 47,083           | 0.7%         | 31,380           | 3.8%           | 78,463           | 1.9%   |
| 2015年（平成27年） | 48,763           | 3.6%         | 33,199           | 5.8%           | 81,962           | 4.5%   |
| 2016年（平成28年） | 49,425           | 1.4%         | 34,020           | 2.5%           | 83,445           | 1.8%   |
| 2017年（平成29年） | 50,666           | 2.5%         | 35,163           | 3.4%           | 85,829           | 2.9%   |
| 2018年（平成30年） | 51,348           | 1.3%         | 35,879           | 2.0%           | 87,227           | 1.6%   |
| 2019年（令和元年） | 50,538           | −1.6%        | 35,493           | −1.1%          | 86,031           | −1.4%  |
| 2020年（令和02年） | 38,641           | −23.5%       | 26,563           | −25.2%         | 65,204           | −24.2% |
| 2021年（令和03年） | 42,533           | 10.1%        | 29,321           | 10.4%          | 71,854           | 10.2%  |
| 2022年（令和04年） | 45,582           | 7.2%         | 31,441           | 7.2%           | 77,023           | 7.2%   |
| 2023年（令和05年） | 46,426           | 1.9%         | 32,425           | 3.1%           | 78,851           | 2.4%   |

### 年度別1日平均乗車人員（1992年 - 2000年）
近年の1日平均乗車人員推移は下記の通り。
| 年度               | ブルーライン | 出典               |
| ------------------ | ------------ | ------------------ |
| 1992年（平成04年） | 6,110        |                    |
| 1993年（平成05年） | 3,363        |                    |
| 1994年（平成06年） | 4,047        |                    |
| 1995年（平成07年） | 4,607        | [ 統計 2 ]         |
| 1996年（平成08年） | 5,515        |                    |
| 1997年（平成09年） | 6,889        |                    |
| 1998年（平成10年） | 11,062       | [ 神奈川県統計 1 ] |
| 1999年（平成11年） | 11,363       | [ 神奈川県統計 2 ] |
| 2000年（平成12年） | 12,821       | [ 神奈川県統計 2 ] |

### 年度別1日平均乗車人員（2001年以降）
| 年度               | ブルーライン | グリーンライン | 出典                |
| ------------------ | ------------ | -------------- | ------------------- |
| 2001年（平成13年） | 14,885       | 未開業         | [ 神奈川県統計 3 ]  |
| 2002年（平成14年） | 15,846       | 未開業         | [ 神奈川県統計 4 ]  |
| 2003年（平成15年） | 17,102       | 未開業         | [ 神奈川県統計 5 ]  |
| 2004年（平成16年） | 17,656       | 未開業         | [ 神奈川県統計 6 ]  |
| 2005年（平成17年） | 18,411       | 未開業         | [ 神奈川県統計 7 ]  |
| 2006年（平成18年） | 19,214       | 未開業         | [ 神奈川県統計 8 ]  |
| 2007年（平成19年） | 20,112       | 18,484         | [ 神奈川県統計 9 ]  |
| 2008年（平成20年） | 16,819       | 5,956          | [ 神奈川県統計 10 ] |
| 2009年（平成21年） | 22,209       | 11,332         | [ 神奈川県統計 11 ] |
| 2010年（平成22年） | 22,646       | 12,574         | [ 神奈川県統計 12 ] |
| 2011年（平成23年） | 22,774       | 13,249         | [ 神奈川県統計 13 ] |
| 2012年（平成24年） | 23,428       | 14,103         | [ 神奈川県統計 14 ] |
| 2013年（平成25年） | 23,907       | 15,059         | [ 神奈川県統計 15 ] |
| 2014年（平成26年） | 24,059       | 15,637         | [ 神奈川県統計 16 ] |
| 2015年（平成27年） | 24,891       | 16,536         | [ 神奈川県統計 17 ] |
| 2016年（平成28年） | 25,235       | 16,948         | [ 神奈川県統計 18 ] |
| 2017年（平成29年） | 25,856       | 17,504         | [ 神奈川県統計 19 ] |
| 2018年（平成30年） | 26,218       | 17,861         | [ 神奈川県統計 20 ] |
| 2019年（令和元年） | 25,753       | 17,671         | [ 神奈川県統計 21 ] |
| 2020年（令和02年） | 19,707       | 13,238         |                     |
| 2021年（令和03年） | 21,702       | 14,625         |                     |
| 2022年（令和04年） | 23,271       | 15,710         |                     |
| 2023年（令和05年） | 23,579       | 16,220         |                     |

備考
1. 1 2  2008年3月30日開業で2日間のデータ
2. ↑  1993年3月18日開業で14日間のデータ

## 駅周辺

5番出口に設置されたガラス彫刻のパブリックアート。新羽駅から移設。
増田洋美「プレイザグラスセンプリーチェ」（1993年）

### 1番出口（南側）
- 横浜市都筑区役所（都筑区総合庁舎）
  - 横浜市立都筑図書館
- 神奈川県都筑警察署
- 横浜市都筑消防署
- 都筑郵便局
  - ゆうちょ銀行 都筑店
- ゆうちょ銀行 横浜貯金事務センター
- 港北東急
  - 港北 TOKYU S.C.
- サウスウッド/キーサウス
- オリンピック 港北ニュータウン店
- 三和 港北店[10]
- aune（あうね）
- トイザらス 港北ニュータウン店
- スポーツオーソリティ 港北ニュータウン店
- PC DEPOT
- AOKIホールディングス本社
- ドミノ・ピザセンター南店
- ミスタードーナツセンター南ショップ

### 5番出口（北側）
- バスターミナル
- みなきたウォーク
- 都筑中央公園
- 杉山神社
- 昭和大学 横浜市北部病院
- 港北みなも
  - 蔦屋書店港北ミナモ店
  - スターバックスコーヒー蔦屋書店港北ミナモ店
  - 港北天然温泉 ゆったりCOco
  - くら寿司港北ニュータウン店
  - スポーツデポ港北みなも店
  - ブロンコビリー港北みなも店
  - ダイエー港北みなも店
  - マクドナルド港北みなも店
  - Can★Do港北みなも店
  - 健康中華 青蓮港北センター北店
  - スポーツオアシス港北
  - ゴルフ5港北みなも店
  - GODAI横浜・港北テニススクール
  - おたからや港北みなも店
  - てるてるランド港北ミナモ店
  - ラブリークリーニング港北みなも店
  - プラスワン港北みなも店
  - ハックドラッグ港北ミナモ店
- 村内ファニチャーアクセス 横浜港北店
- 洋麺屋五右衛門港北店
- サイゼリヤ港北ニュータウン中央店
- モスバーガー港北ニュータウンセンター中央店
- 横濱家センター北店
- コーナン 港北センター南モール
  - ハードオフ・ホビーオフ
  - 丸亀製麺コーナン港北センター南店
  - まいどおおきに港北食堂
  - 文左亭コーナン港北センター南店
  - ファンタジーキッズリゾート港北店
  - シューズプラザコーナン港北センター南店
  - スポーツオーソリティ アウトドアステージ センター南店
  - セリア (100円ショップ)センター南モール店
- ルララこうほく
  - オーケー港北中央店
  - イオンバイク港北センター店
  - ヤマダ電機Tecc LIFE SELECT 港北センター店
  - スシロー港北ニュータウン店
  - ワンカルビルララこうほく店
  - 大創産業ルララこうほく店
  - パシオスルララこうほく店
  - 眼鏡市場ルララこうほく店
  - バッドアスコーヒールララこうほく店
  - ゴルフパートナー ヴィクトリアゴルフルララこうほく店
  - ポニークリーニングルララこうほく店
- 食品館あおば センター南店
- ホンダ・ドリーム横浜都筑
- サイクルベースあさひセンター南店
- シャトレーゼ港北ニュータウン店
- 熟成焼肉いちばん港北ニュータウン店
- ハングリータイガー港北センター南店
- 都筑土木事務所

### 7番出口
- 横浜市センター南パスポートセンター
- そうてつローゼン センター南駅前店
- オーケー 港北中央店

## バス路線
駅北側5番出口の階段下にバスターミナルがあり、東急バスと横浜市営バスにより周辺地域へのバス路線が運行されている。また、羽田空港と成田空港へのリムジンバスが東急バス・京浜急行バス（羽田空港便）・小田急バス（成田空港便）・京成バス（成田空港便）により運行されている。
| 乗場 | 系統      | 主要経由地                         | 行先         | 運行事業者       |
| ---- | --------- | ---------------------------------- | ------------ | ---------------- |
| 1    | 綱45      | 柚の木谷                           | 江田駅       | 東急             |
| 1    | 綱45 綱49 | 勝田・道中坂下・高田駅前           | 綱島駅       | 東急             |
| 2    | 304       | みずきが丘・荏田高校前             | 江田駅       | 市営             |
| 2    | 73        | みずきが丘・川和町・佐江戸         | センター南駅 | 市営             |
| 3    | 鷺04      | すみれが丘・中有馬                 | 鷺沼駅       | 東急             |
| 3    | 南31      | 国際プール正門前                   | 東山田営業所 | 東急             |
| 3    | 南61      | 御影橋・川和町駅・青砥団地         | 中山駅北口   | 東急             |
| 4    | 302       | 大原・勝田・東山田駅・港北工業団地 | 仲町台駅     | 市営             |
| 5    | 80        | 星ヶ谷・佐江戸・貝の坂             | 中山駅北口   | 市営             |
| 5    | 318       | 都筑ふれあいの丘駅・星ヶ谷         | 仲町台駅     | 市営             |
| 6    | 124       | 石橋・都筑ふれあいの丘駅・鴨池大橋 | 緑車庫       | 市営             |
| 6    | 124       | 石橋・都筑ふれあいの丘駅・鴨池大橋 | 笹山団地中央 | 市営             |
| 6    | 124       | 川和台                             | 石橋         | 市営             |
| 7    | 306       | 都筑ふれあいの丘駅・見花山・泉田向 | 市が尾駅     | 市営             |
| 8    | 直行      | （リムジンバス・無停車）           | 羽田空港     | 東急 京急        |
| 8    | 直行      | （リムジンバス・無停車）           | 成田空港     | 東急 小田急 京成 |

- 3番乗り場からの路線バスは南61系統を除き全便センター北駅を経由する。

## 隣の駅
横浜市営地下鉄
 ブルーライン（3号線）
■快速・■普通
仲町台駅 (B28) - センター南駅 (B29) - センター北駅 (B30)
 グリーンライン（4号線）
都筑ふれあいの丘駅 (G03) - センター南駅 (G04) - センター北駅 (G05)